# Entyloma ficariae

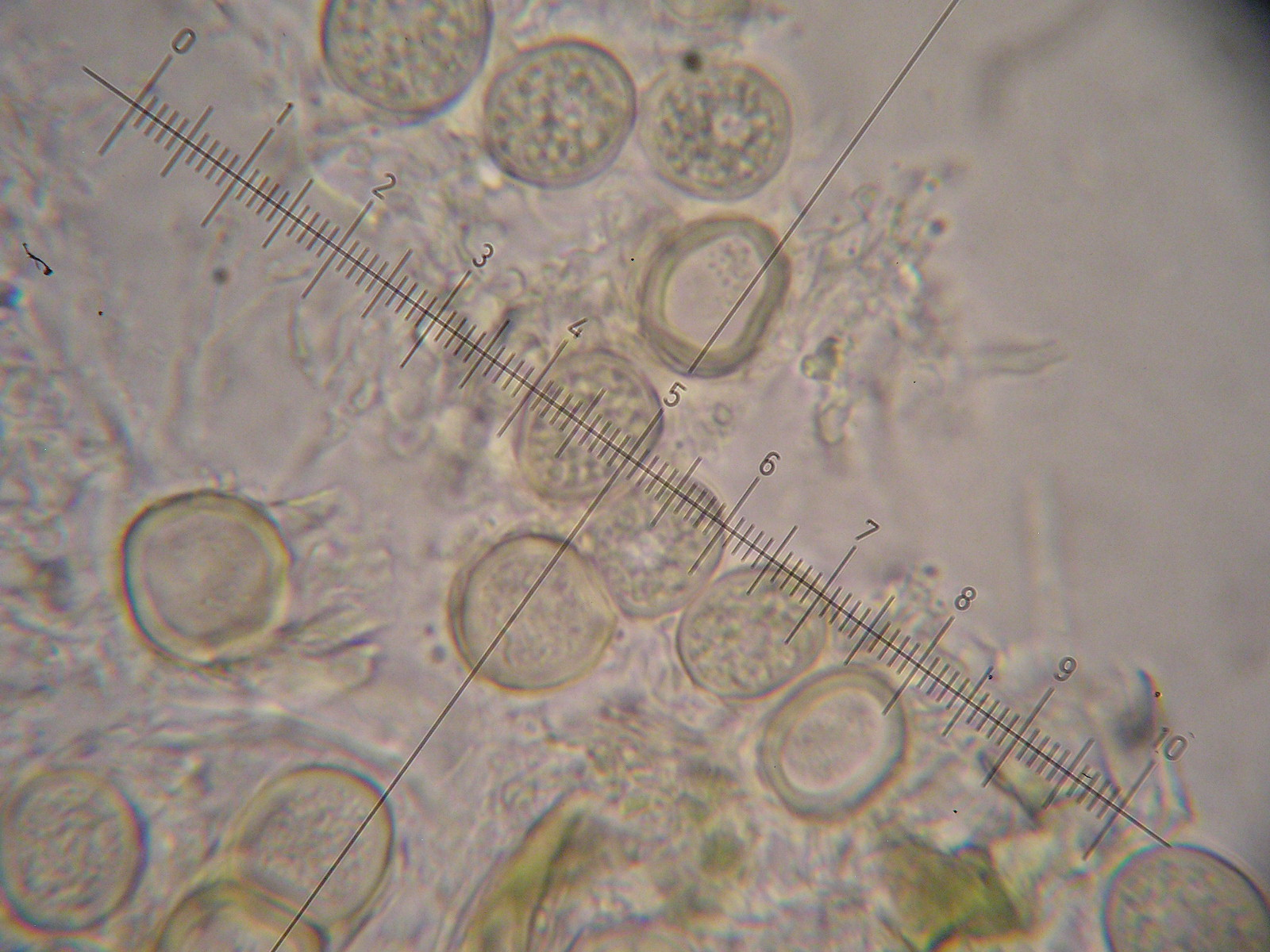
Ustilospory

Entyloma ficariae A.A. Fisch. Waldh. – gatunek podstawczaków należący do rodziny Entylomataceae. Grzyb mikroskopijny, pasożyt niektórych roślin z rodziny jaskrowatych (Ranunculaceae).

## Systematyka
Pozycja w klasyfikacji według Index Fungorum: Entyloma, Entylomataceae, Entylomatales, Exobasidiomycetidae, Exobasidiomycetes, Ustilaginomycotina, Basidiomycota, Fungi.
Po raz pierwszy opisał go w1877 r. Alexandr Alexandrovich Fischer von Waldheim na ziarnopłonie wiosennym w Niemczech. Ma 16 synonimów. Niektóre z nich:
- Cylindrosporium thalictri (Ellis & Everh.) Davis 1914
- Entylomella ficariae (Berk.) Höhn. 1924
- Entylomella ranunculi (Bonord.) Höhn. 1924[3].

## Morfologia i rozwój
Na liściach porażonych roślin powoduje powstawanie kolistych lub kanciastych (ograniczonych żyłami) plam, początkowo żółtawych lub białawych, zwłaszcza na dolnej powierzchni (barwa biała pochodzi od wytwarzanych przez grzybnię konidiów), później szarawych lub brązowych, o średnicy 2–5 mm. Ustilospory kuliste do niemal kulistych, czasami wielokątne z powodu wzajemnego nacisku, szkliste, żółtawe do bladobrązowych, o średnicy 10–15 (średnio 12,5) µm. Mają dwuwarstwową ścianą o grubości 1–2 µm. Tworzy też przetrwalniki o średnicy poniżej 1 µm i nieco grubsze egzospory, ale o jednolitej, gładkiej powierzchni. Konidia tworzą się na pęczkach krótkich konidioforów wystających przez aparaty szparkowe. Są bezbarwne, wrzecionowate do nitkowatych, bardzo zróżnicowanej wielkości, zwykle 15–33 × 2–3 µm, czasem do 45 µm długości.
Ustilospory zimują w zakażonych szczątkach roślin w glebie i kiełkują, głównie wiosną, infekując liście w nowym sezonie. Konidia są przenoszone przez wiatr i deszcz i przyczyniają się do rozprzestrzeniania patogenu przez cały sezon wegetacyjny. Porażone rośliny często mają nieco mniejsze liście i tworzą mniej kwiatów niż zdrowe. Chociaż porażenie tym patogenem nie jest systemiczne, plamy występują prawie na każdym liściu rośliny, a choroba utrzymuje się na niewielkim obszarze rok po roku.

## Występowanie i siedlisko
Znane jest występowanie Entyloma ficariae w Ameryce Północnej, Środkowej i Południowej, Europie oraz na Nowej Zelandii. Jest wąskim oligofagiem pasożytującym na niektórych gatunkach roślin z rodziny jaskrowatych. W Polsce podano wiele stanowisk tego gatunku na ziarnopłonie wiosennym (Ficaria verna), jaskrze rozłogowym (Ranunculus repens) i jaskrze jadowitym (Ranunculus sceleratus). W innych krajach podano wystąpienie Entyloma ficariae na wielu innych gatunkach jaskrów (Ranunculus), a czasami także na gatunkach zawilców (Anemone) i rutewek (Thalictrum).